# Костюков Володимир Вікторович
Володимир Вікторович Костюков (біл. Уладзімір Віктаравіч Касцюкоў; нар. 14 жовтня 1954, Судак, Кримська область, РРФСР — пом. 17 грудня 2015) — радянський білоруський футболіст та тренер українського походження, захисник та півзахисник.

## Кар'єра гравця
У 1972 році розпочав кар'єру в могильовському «Дніпра». Потім виступав у клубах СКА (Мінськ), «Буревісник» (Мінськ) та «Торпедо» (Могильов). У 1983 році повернувся до могильовському «Дніпрі», де завершив кар'єру 1986 року.

## Кар'єра тренера
Тренерську діяльність розпочав 1986 року. Працював у клубі «Дніпрі» (Могильов) на різних посадах. Неодноразово працював головним тренером «Дніпро» (Могильов) (1995, 2003, 2006, 2013).

## Досягнення

### Як гравця
- Чемпіонат Білоруської РСР
  -  Чемпіон (1): 1982
  -  Бронзовий призер (2): 1974, 1976